# Melhores do Futebol (El País)
Rei da América (Rey de América) é um prêmio concedido pelo jornal uruguaio El País desde 1986, sendo o mais importante da América do Sul. Trata-se de uma continuação do prêmio dado anteriormente por outro jornal sul-americano, o El Mundo da Venezuela. Além do melhor jogador das Américas, a eleição que é realizada por jornalistas de todo o continente americano, também escolhe o melhor treinador do referido continente e mais recentemente os melhores jogadores e treinadores da Europa. O prêmio para o jogadores é chamado também de o "Rei da América" ou "Futebolista Sul-Americano do Ano" e o prêmio dos treinadores é o "Treinador Sul-Americano do Ano". Somente jogadores e treinador sul-americanos em atividade por clubes e seleções sul-americanas concorrem ao prêmio.

## El Mundo - Venezuela

### Melhores Jogadores - América
| Ano  | Posição | Jogador               | Nacionalidade | Clube                          |
| ---- | ------- | --------------------- | ------------- | ------------------------------ |
| 1971 | 1°      | Tostão                | Brasil        | Cruzeiro                       |
| 1971 | 2°      | José Omar Pastoriza   | Argentina     | Independiente                  |
| 1971 | 3°      | Luis Artime           | Argentina     | Nacional                       |
| 1972 | 1°      | Teófilo Cubillas      | Peru          | Alianza Lima                   |
| 1972 | 2°      | Pelé                  | Brasil        | Santos                         |
| 1972 | 3°      | Jairzinho             | Brasil        | Botafogo                       |
| 1973 | 1°      | Pelé                  | Brasil        | Santos                         |
| 1973 | 2°      | Miguel Ángel Brindisi | Argentina     | Huracán                        |
| 1973 | 3°      | Rivellino             | Brasil        | Corinthians                    |
| 1974 | 1°      | Elías Figueroa        | Chile         | Internacional                  |
| 1974 | 2°      | Marinho Chagas        | Brasil        | Botafogo                       |
| 1974 | 3°      | Carlos Babington      | Argentina     | Huracán SG Wattenscheid 09     |
| 1975 | 1°      | Elías Figueroa        | Chile         | Internacional                  |
| 1975 | 2°      | Norberto Alonso       | Argentina     | River Plate                    |
| 1975 | 3°      | Fernando Morena       | Uruguai       | Peñarol                        |
| 1976 | 1°      | Elías Figueroa        | Chile         | Internacional                  |
| 1976 | 2°      | Zico                  | Brasil        | Flamengo                       |
| 1976 | 3°      | Rivellino             | Brasil        | Fluminense                     |
| 1977 | 1°      | Zico                  | Brasil        | Flamengo                       |
| 1977 | 2°      | Rivellino             | Brasil        | Fluminense                     |
| 1977 | 3°      | Elías Figueroa        | Chile         | Palestino                      |
| 1978 | 1°      | Mario Kempes          | Argentina     | Valencia                       |
| 1978 | 2°      | Ubaldo Fillol         | Argentina     | River Plate                    |
| 1978 | 3°      | Dirceu                | Brasil        | América                        |
| 1979 | 1°      | Diego Maradona        | Argentina     | Argentinos Juniors             |
| 1979 | 2°      | Romerito              | Paraguai      | Sportivo Luqueño               |
| 1979 | 3°      | Falcão                | Brasil        | Internacional                  |
| 1980 | 1°      | Diego Maradona        | Argentina     | Argentinos Juniors             |
| 1980 | 2°      | Zico                  | Brasil        | Flamengo                       |
| 1980 | 3°      | Waldemar Victorino    | Uruguai       | Nacional                       |
| 1981 | 1°      | Zico                  | Brasil        | Flamengo                       |
| 1981 | 2°      | Diego Maradona        | Argentina     | Boca Juniors                   |
| 1981 | 3°      | Júnior                | Brasil        | Flamengo                       |
| 1982 | 1°      | Zico                  | Brasil        | Flamengo                       |
| 1982 | 2°      | Falcão                | Brasil        | Roma                           |
| 1982 | 3°      | Diego Maradona        | Argentina     | Barcelona                      |
| 1983 | 1°      | Sócrates              | Brasil        | Corinthians                    |
| 1983 | 2°      | Ubaldo Fillol         | Argentina     | River Plate Argentinos Juniors |
| 1983 | 3°      | Éder                  | Brasil        | Atlético Mineiro               |
| 1984 | 1°      | Enzo Francescoli      | Uruguai       | River Plate                    |
| 1984 | 2°      | Ubaldo Fillol         | Argentina     | Flamengo                       |
| 1984 | 3°      | Ricardo Bochini       | Argentina     | Independiente                  |
| 1985 | 1°      | Romerito              | Paraguai      | Fluminense                     |
| 1985 | 2°      | Enzo Francescoli      | Uruguai       | River Plate                    |
| 1985 | 3°      | Claudio Borghi        | Argentina     | Argentinos Juniors             |

- Este premio foi considerado como oficial de 1971 a 1985, a partir do ano de 1986, o jornal Uruguaio (EL PAÍS) passou a conceder oficialmente o premio de melhor jogador da América.

## El País - Uruguai

### Melhores Jogadores - América
| Ano  | Posição | Jogador                 | Nacionalidade | Clube                             |
| ---- | ------- | ----------------------- | ------------- | --------------------------------- |
| 1986 | 1°      | Antonio Alzamendi       | Uruguai       | River Plate                       |
| 1986 | 2°      | Careca                  | Brasil        | São Paulo                         |
| 1986 | 3°      | Romerito                | Paraguai      | Fluminense                        |
| 1987 | 1°      | Carlos Valderrama       | Colômbia      | Deportivo Cali                    |
| 1987 | 2°      | Obdulio Trasante        | Uruguai       | Peñarol                           |
| 1987 | 3°      | José Perdomo            | Uruguai       | Peñarol                           |
| 1988 | 1°      | Rubén Paz               | Uruguai       | Racing                            |
| 1988 | 2°      | Hugo de León            | Uruguai       | Nacional                          |
| 1988 | 3°      | Cláudio Taffarel        | Brasil        | Internacional                     |
| 1989 | 1°      | Bebeto                  | Brasil        | Flamengo Vasco da Gama            |
| 1989 | 2°      | Mazinho                 | Brasil        | Vasco da Gama                     |
| 1989 | 3°      | René Higuita            | Colômbia      | Atlético Nacional                 |
| 1990 | 1°      | Raúl Amarilla           | Paraguai      | Olimpia                           |
| 1990 | 2°      | Rubén da Silva          | Uruguai       | River Plate                       |
| 1990 | 3°      | Leonel Álvarez          | Colômbia      | Atlético Nacional                 |
| 1990 | 3°      | René Higuita            | Colômbia      | Atlético Nacional                 |
| 1991 | 1°      | Oscar Ruggeri           | Argentina     | Vélez Sársfield                   |
| 1991 | 2°      | Ramón Díaz              | Argentina     | AS Mónaco River Plate             |
| 1991 | 3°      | Patricio Toledo         | Chile         | Universidad Católica              |
| 1992 | 1°      | Raí                     | Brasil        | São Paulo                         |
| 1992 | 2°      | Sergio Goycochea        | Argentina     | Cerro Porteño Olimpia             |
| 1992 | 3°      | Alberto Acosta          | Argentina     | San Lorenzo                       |
| 1992 | 3°      | Fernando Gamboa         | Argentina     | Newell's Old Boys                 |
| 1993 | 1°      | Carlos Valderrama       | Colômbia      | Atlético Junior                   |
| 1993 | 2°      | Marco Etcheverry        | Bolivia       | Colo-Colo                         |
| 1993 | 3°      | Cafu                    | Brasil        | São Paulo                         |
| 1993 | 3°      | Freddy Rincón           | Colômbia      | Palmeiras                         |
| 1994 | 1°      | Cafu                    | Brasil        | São Paulo                         |
| 1994 | 2°      | José Luis Chilavert     | Paraguai      | Vélez Sársfield                   |
| 1994 | 3°      | Gustavo López           | Argentina     | Independiente                     |
| 1995 | 1°      | Enzo Francescoli        | Uruguai       | River Plate                       |
| 1995 | 2°      | Diego Maradona          | Argentina     | Boca Juniors                      |
| 1995 | 3°      | Edmundo                 | Brasil        | Flamengo                          |
| 1996 | 1°      | José Luis Chilavert     | Paraguai      | Vélez Sársfield                   |
| 1996 | 2°      | Enzo Francescoli        | Uruguai       | River Plate                       |
| 1996 | 3°      | Ariel Ortega            | Argentina     | River Plate                       |
| 1996 | 3°      | Carlos Valderrama       | Colômbia      | Tampa Bay Mutiny Deportivo Cali   |
| 1997 | 1°      | Marcelo Salas           | Chile         | River Plate                       |
| 1997 | 2°      | Nolberto Solano         | Peru          | Sporting Cristal Boca Juniors     |
| 1997 | 3°      | José Luis Chilavert     | Paraguai      | Vélez Sársfield                   |
| 1998 | 1°      | Martín Palermo          | Argentina     | Boca Juniors                      |
| 1998 | 2°      | Carlos Gamarra          | Paraguai      | Corinthians                       |
| 1998 | 3°      | José Luis Chilavert     | Paraguai      | Vélez Sársfield                   |
| 1999 | 1°      | Javier Saviola          | Argentina     | River Plate                       |
| 1999 | 2°      | Francisco Arce          | Paraguai      | Palmeiras                         |
| 1999 | 3°      | Juan Román Riquelme     | Argentina     | Boca Juniors                      |
| 2000 | 1°      | Romário                 | Brasil        | Vasco da Gama                     |
| 2000 | 2°      | Juan Román Riquelme     | Argentina     | Boca Juniors                      |
| 2000 | 3°      | Óscar Córdoba           | Colômbia      | Boca Juniors                      |
| 2000 | 3°      | Martín Palermo          | Argentina     | Boca Juniors                      |
| 2001 | 1°      | Juan Román Riquelme     | Argentina     | Boca Juniors                      |
| 2001 | 2°      | Óscar Córdoba           | Colômbia      | Boca Juniors                      |
| 2001 | 3°      | Romário                 | Brasil        | Vasco da Gama                     |
| 2002 | 1°      | José Cardozo            | Paraguai      | Toluca                            |
| 2002 | 2°      | Sergio Órteman          | Uruguai       | Olimpia                           |
| 2002 | 3°      | Alejandro Lembo         | Uruguai       | Nacional                          |
| 2003 | 1°      | Carlos Tévez            | Argentina     | Boca Juniors                      |
| 2003 | 2°      | José Cardozo            | Paraguai      | Toluca                            |
| 2003 | 3°      | Diego                   | Brasil        | Santos                            |
| 2004 | 1°      | Carlos Tévez            | Argentina     | Boca Juniors                      |
| 2004 | 2°      | Javier Mascherano       | Argentina     | River Plate                       |
| 2004 | 3°      | Lucho González          | Argentina     | River Plate                       |
| 2004 | 3°      | Robinho                 | Brasil        | Santos                            |
| 2005 | 1°      | Carlos Tévez            | Argentina     | Corinthians                       |
| 2005 | 2°      | Diego Lugano            | Uruguai       | São Paulo                         |
| 2005 | 3°      | Cicinho                 | Brasil        | São Paulo                         |
| 2006 | 1°      | Matías Fernández        | Chile         | Colo-Colo                         |
| 2006 | 2°      | Rodrigo Palacio         | Argentina     | Boca Juniors                      |
| 2006 | 3°      | Fernando Gago           | Argentina     | Boca Juniors                      |
| 2007 | 1°      | Salvador Cabañas        | Paraguai      | América                           |
| 2007 | 2°      | Claudio Morel Rodríguez | Paraguai      | Boca Juniors                      |
| 2007 | 3°      | Hugo Ibarra             | Argentina     | Boca Juniors                      |
| 2008 | 1°      | Juan Sebastián Verón    | Argentina     | Estudiantes de La Plata           |
| 2008 | 2°      | Juan Román Riquelme     | Argentina     | Boca Juniors                      |
| 2008 | 3°      | Salvador Cabañas        | Paraguai      | América                           |
| 2009 | 1°      | Juan Sebastián Verón    | Argentina     | Estudiantes de La Plata           |
| 2009 | 2°      | Édison Méndez           | Equador       | PSV Eindhoven LDU Quito           |
| 2009 | 2°      | Humberto Suazo          | Chile         | Monterrey                         |
| 2009 | 3°      | Leandro Desábato        | Argentina     | Estudiantes de La Plata           |
| 2010 | 1°      | D'Alessandro            | Argentina     | Internacional                     |
| 2010 | 2°      | Juan Sebastián Verón    | Argentina     | Estudiantes de La Plata           |
| 2010 | 3°      | Neymar                  | Brasil        | Santos                            |
| 2011 | 1°      | Neymar                  | Brasil        | Santos                            |
| 2011 | 2°      | Eduardo Vargas          | Chile         | Universidad de Chile              |
| 2011 | 3°      | Paulo Henrique Ganso    | Brasil        | Santos                            |
| 2012 | 1°      | Neymar                  | Brasil        | Santos                            |
| 2012 | 2°      | Paolo Guerrero          | Peru          | Hamburg SV Corinthians            |
| 2012 | 3°      | Lucas                   | Brasil        | São Paulo                         |
| 2013 | 1°      | Ronaldinho Gaúcho       | Brasil        | Atlético Mineiro                  |
| 2013 | 2°      | Neymar                  | Brasil        | Santos Barcelona                  |
| 2013 | 3°      | Maxi Rodríguez          | Argentina     | Newell's Old Boys                 |
| 2014 | 1°      | Teófilo Gutiérrez       | Colômbia      | River Plate                       |
| 2014 | 2°      | Carlos Sánchez          | Uruguai       | Club Puebla River Plate           |
| 2014 | 3°      | Leonardo Pisculichi     | Argentina     | River Plate                       |
| 2015 | 1°      | Carlos Sánchez          | Uruguai       | River Plate                       |
| 2015 | 2°      | Carlos Tévez            | Argentina     | Juventus F. C. Boca Juniors       |
| 2015 | 3°      | Miller Bolaños          | Equador       | LDU Quito                         |
| 2016 | 1°      | Miguel Borja            | Colômbia      | Cortuluá Atlético Nacional        |
| 2016 | 2°      | Gabriel Jesus           | Brasil        | Palmeiras                         |
| 2016 | 3°      | Alejandro Guerra        | Venezuela     | Atlético Nacional                 |
| 2017 | 1°      | Luan Guilherme          | Brasil        | Grêmio                            |
| 2017 | 2°      | Paolo Guerrero          | Peru          | Flamengo                          |
| 2017 | 3°      | Arthur Melo             | Brasil        | Grêmio                            |
| 2018 | 1°      | Pity Martínez           | Argentina     | River Plate                       |
| 2018 | 2°      | Quintero                | Colômbia      | River Plate                       |
| 2018 | 3°      | Armani                  | Argentina     | River Plate                       |
| 2019 | 1°      | Gabriel Barbosa         | Brasil        | Flamengo                          |
| 2019 | 2°      | Bruno Henrique          | Brasil        | Flamengo                          |
| 2019 | 3°      | De Arrascaeta           | Uruguai       | Flamengo                          |
| 2020 | 1°      | Marinho                 | Brasil        | Santos                            |
| 2020 | 2°      | Nacho Fernández         | Argentina     | River Plate                       |
| 2020 | 3°      | Gustavo Gómez           | Paraguai      | Palmeiras                         |
| 2021 | 1°      | Julián Álvarez          | Argentina     | River Plate                       |
| 2021 | 2°      | Gabriel Barbosa         | Brasil        | Flamengo                          |
| 2021 | 3°      | Gustavo Gómez           | Paraguai      | Palmeiras                         |
| 2022 | 1°      | Pedro                   | Brasil        | Flamengo                          |
| 2022 | 2°      | Giorgian De Arrascaeta  | Uruguai       | Flamengo                          |
| 2022 | 3°      | Julián Álvarez          | Argentina     | River Plate Manchester City F. C. |
| 2023 | 1°      | Germán Cano             | Argentina     | Fluminense                        |
| 2023 | 2°      | Luis Suárez             | Uruguai       | Grêmio                            |
| 2023 | 3°      | Nicolás de la Cruz      | Uruguai       | River Plate                       |
| 2024 | 1°      | Luiz Henrique           | Brasil        | Botafogo                          |
| 2024 | 2°      | Jefferson Savarino      | Venezuela     | Botafogo                          |
| 2024 | 3°      | Juan Quintero           | Colômbia      | Racing                            |

- Premio concedido oficialmente a partir do ano de 1986, em sucessão ao premio concedido pelo jornal (EL MUNDO) de melhor jogador da América do ano.

### Melhores Jogadoras - América
| Ano                    | Posição | Jogador          | Nacionalidade | Clube           |
| ---------------------- | ------- | ---------------- | ------------- | --------------- |
| Rainha da América 2021 | 1°      | Tamires          | Brasil        | Corinthians     |
| Rainha da América 2021 | 2°      | Catalina Usme    | Colômbia      | América de Cali |
| Rainha da América 2021 | 3°      | Gabi Zanotti     | Brasil        | Corinthians     |
| Rainha da América 2022 | 1°      | Linda Caicedo    | Colômbia      | Deportivo Cali  |
| Rainha da América 2022 | 2°      | Bia Zaneratto    | Brasil        | Palmeiras       |
| Rainha da América 2022 | 3°      | Yamila Rodríguez | Argentina     | Palmeiras       |
| Rainha da América 2023 | 1°      | Priscila         | Brasil        | Internacional   |
| Rainha da América 2023 | 2°      | Millene          | Brasil        | Corinthians     |
| Rainha da América 2023 | 3°      | Bia Zaneratto    | Brasil        | Palmeiras       |
| Rainha da América 2024 | 1°      | Gabi Zanotti     | Brasil        | Corinthians     |
| Rainha da América 2024 | 2°      | Gabi Portilho    | Brasil        | Corinthians     |
| Rainha da América 2024 | 3°      | Vic Albuquerque  | Brasil        | Corinthians     |

### Melhores Jogadores - Europa
- 1965 - Eusébio da Silva Ferreira (Portugal) - Benfica (Portugal)
- 1991 - Jean-Pierre Papin (França) - Olympique Marseille (França)
- 1992 - Marco van Basten (Países Baixos) - A.C. Milan (Itália)
- 1993 - Roberto Baggio (Itália) - Juventus (Itália)
- 1994 - Romário (Brasil) - F.C. Barcelona (Espanha)
- 1995 - George Weah (Libéria) - A.C. Milan (Itália)
- 1996 - Ronaldo (Brasil) - F.C. Barcelona (Espanha)
- 1997 - Ronaldo (Brasil) - Internazionale de Milão (Itália)
- 1998 - Zinedine Zidane (França) - Juventus (Itália)
- 1999 - Rivaldo (Brasil) - F.C. Barcelona (Espanha)
- 2000 - Luís Figo (Portugal) - Real Madrid (Espanha)
- 2001 - Zinedine Zidane (França) - Real Madrid (Espanha)
- 2002 - Ronaldo (Brasil) - Real Madrid (Espanha)
- 2003 - Zinedine Zidane (França) - Real Madrid (Espanha)
- 2004 - Ronaldinho (Brasil) - F.C. Barcelona (Espanha)
- 2005 - Ronaldinho (Brasil) - F.C. Barcelona (Espanha)
- 2006 - Fabio Cannavaro (Itália) - Real Madrid (Espanha)
- 2007 - Kaká  (Brasil) - A.C. Milan (Itália)
- 2008 - Cristiano Ronaldo (Portugal) - Manchester United  (Inglaterra)
- 2009 - Lionel Messi (Argentina) - F.C. Barcelona (Espanha)
- 2010 - Lionel Messi (Argentina) - F.C. Barcelona (Espanha)
- 2011 - Lionel Messi (Argentina) - F.C. Barcelona (Espanha)
- 2012 - Lionel Messi (Argentina) - F.C. Barcelona (Espanha)
- 2013 - Cristiano Ronaldo (Portugal) - Real Madrid (Espanha)
- 2014 - Cristiano Ronaldo (Portugal) - Real Madrid (Espanha)
- 2015 - Lionel Messi (Argentina) - F.C. Barcelona (Espanha)
- 2016 - Cristiano Ronaldo (Portugal - Real Madrid (Espanha)
- 2017 - Cristiano Ronaldo (Portugal - Real Madrid (Espanha)

### Melhores Treinadores - América do Sul
- 1986 - Carlos Bilardo - Seleção Argentina
- 1987 - Carlos Bilardo - Seleção Argentina
- 1988 - Roberto Fleitas - Nacional (Uruguai)
- 1989 - Sebastião Lazaroni - Seleção Brasileira
- 1990 - Luis Cubilla - Olimpia (Paraguai)
- 1991 - Alfio Basile - Seleção Argentina
- 1992 - Telê Santana - São Paulo (Brasil)
- 1993 - Francisco Maturana - Seleção Colombiana
- 1994 - Carlos Bianchi - Vélez Sarsfield (Argentina)
- 1995 - Héctor Núñez - Seleção Uruguaia
- 1996 - Hernán Darío Gómez - Seleção Colombiana
- 1997 - Daniel Passarella - Seleção Argentina
- 1998 - Carlos Bianchi  -  Boca Juniors (Argentina)
- 1999 - Luiz Felipe Scolari - Palmeiras (Brasil)
- 2000 - Carlos Bianchi  -  Boca Juniors (Argentina)
- 2001 - Carlos Bianchi  -  Boca Juniors (Argentina)
- 2002 - Luiz Felipe Scolari  - Seleção Brasileira
- 2003 - Carlos Bianchi  -  Boca Juniors (Argentina)
- 2004 - Luis Fernando Montoya -  Once Caldas (Colômbia)
- 2005 - Aníbal Ruiz - Seleção Paraguaia
- 2006 - Claudio Borghi - Colo-Colo (Chile)
- 2007 - Gerardo Martino - Seleção Paraguaia
- 2008 - Edgardo Bauza - LDU (Equador)
- 2009 - Marcelo Bielsa - Seleção Chilena
- 2010 - Óscar Tabárez - Seleção Uruguaia
- 2011 - Óscar Tabárez - Seleção Uruguaia
- 2012 - José Pékerman - Seleção Colombiana
- 2013 - José Pékerman - Seleção Colombiana
- 2014 - José Pékerman - Seleção Colombiana
- 2015 - Jorge Sampaoli - Seleção Chilena
- 2016 - Reinaldo Rueda - Atlético Nacional (Colômbia)
- 2017 - Tite - Seleção Brasileira
- 2018 - Marcelo Gallardo  -  River Plate (Argentina)
- 2019 - Marcelo Gallardo  -  River Plate (Argentina)
- 2020 - Marcelo Gallardo  -  River Plate (Argentina)
- 2021 - Abel Ferreira  -  Palmeiras (Brasil)
- 2022 - Lionel Scaloni - Seleção Argentina
- 2023 - Fernando Diniz - Fluminense (Brasil)
- 2024 - Artur Jorge - Botafogo (Brasil)

### Melhores Treinadores - Mundo
- 1991 - André Beckman (França) - Seleção Francesa (França)
- 1992 - Telê Santana (Brasil) - São Paulo F.C. (Brasil)
- 1993 - Telê Santana (Brasil) - São Paulo F.C. (Brasil)
- 1994 - Johann Cruyff (Países Baixos) - F.C. Barcelona (Espanha)
- 1995 - Louis van Gaal (Países Baixos) - Ajax Amsterdam (Países Baixos)
- 1996 - Marcello Lippi (Itália) - Juventus (Itália)
- 1997 - Marcello Lippi (Itália) - Juventus (Itália)
- 1998 - Marcello Lippi (Itália) - Juventus (Itália)
- 1999 - Alex Ferguson (Escócia) - Manchester United (Inglaterra)
- 2000 - Alex Ferguson (Escócia) - Manchester United (Inglaterra)
- 2001 - Ottmar Hitzfeld (Alemanha) - Bayern Munique (Alemanha)
- 2002 - Luis Felipe Scolari (Brasil) - Seleção Brasileira de Futebol) (Brasil))
- 2003 - Alex Ferguson (Escócia) - Manchester United (Inglaterra)
- 2004 - José Mourinho (Portugal) - F.C. Porto (Portugal)/Chelsea (Inglaterra)
- 2005 - José Mourinho (Portugal) - Chelsea (Inglaterra)
- 2006 - José Mourinho (Portugal) - Chelsea (Inglaterra)
- 2007 -   Arsène Wenger (França)   - Arsenal (Inglaterra)
- 2008 -   Alex Ferguson (Escócia)  - Manchester United (Inglaterra)
- 2009 -   Josep Guardiola (Espanha) - Barcelona (Espanha)
- 2010 -   José Mourinho (Portugal) - Real Madrid (Espanha)
- 2011 -   Josep Guardiola (Espanha) - Barcelona (Espanha)
- 2012 -   Vicente Del Bosque (Espanha) - Seleção Espanhola (Espanha)
- 2013 - Jupp Heynckes (Alemanha) - Bayern de Munique (Alemanha)
- 2014 - Joachim Löw (Alemanha) - Seleção Alemã (Alemanha)
- 2015 - Luis Enrique (Espanha) - Barcelona (Espanha)
- 2016 - Claudio Ranieri (Itália) - Leicester (Inglaterra)
- 2017 - Zinedine Zidane (França) - Real Madrid (Espanha)